# Vyznamenání Za zásluhy o výstavbu
Vyznamenání Za zásluhy o výstavbu bylo československé státní vyznamenání.

## Zavedení vyznamenání
Vyznamenání bylo zřízeno vládním nařízením č. 30/1951 Sb. ze dne 3. dubna 1951. Propůjčováno bylo „osobám, které svou vynikající prací jsou předními bojovníky za socialistickou výstavbu, dále těm, kdo jsou vzory údernického využití technických možností a podstatně přispívají k zvýšení výrobnosti práce, nebo těm, kdo se zvlášť zasloužili o rozvoj vědy, kultury nebo techniky“ (§ 6 vládního nařízení č. 30/1951 Sb.). Vyznamenání propůjčoval na návrh vlády prezident republiky. Zároveň s vyznamenáním nositel obdržel dekret nebo průkazku jako doklad k nošení vyznamenání. (čl. V odst. 2 a 3 Stanov, které byly přílohou vládního nařízení č. 30/1951 Sb.). Pokud bylo vyznamenání uděleno in memoriam, vyznamenání a doklady se doručily rodině zemřelého. Mohlo být uděleno i pracovním kolektivům.

## Podoba vyznamenání
Popis vyznamenání je uveden v čl. V odst. 4 Stanov. Vyznamenání má tvar kruhu o průměru 33 mm, je raženo ze stříbra. Stříbrným závěsem tvořeným dvěma svazky klasů je zavěšeno na stuze rudé barvy s dvěma 3 mm širokými modrými pruhy uprostřed.

### Avers
V dolní části vystupuje do popředí stavba z kvádrů, na níž jsou písmena ČSR. Nad stavbou je pěticípá hvězda se srpem a kladivem a za ní čtyři vlající prapory. V pozadí jsou po obou okrajích dvě lipové ratolesti. Po roce 1960 byl mírně změněn design medaile, kdy byla písmena ČSR nahrazena písmeny ČSSR.

### Revers
Na rubu vyznamenání je nápis „Za zásluhy o výstavbu“, nad ním lipová ratolest a v dolní části matriční číslo.

## Zrušení vyznamenání
Vyznamenání bylo zrušeno Zákonem o státních vyznamenáních ČSFR č. 404/1990 Sb. ze dne 2. října 1990. Zákon nabyl účinnosti dne 15. října 1990.

## Galerie

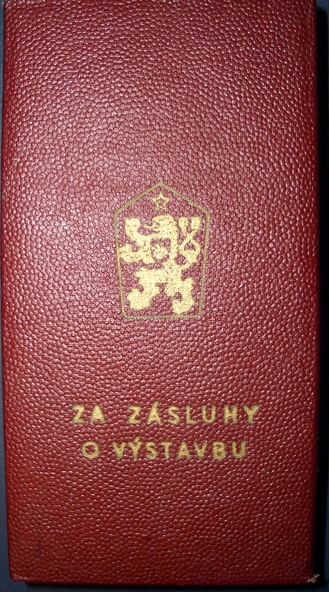
Vyznamenání Za zásluhy o výstavbu – etue
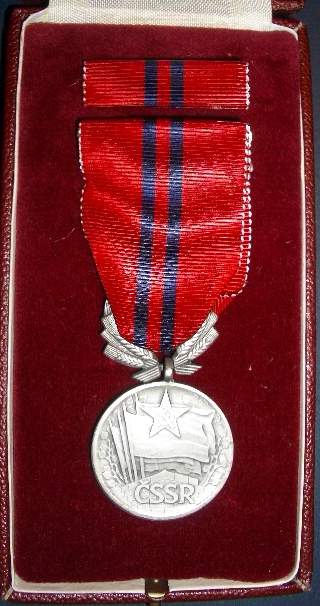
Vyznamenání Za zásluhy o výstavbu – avers
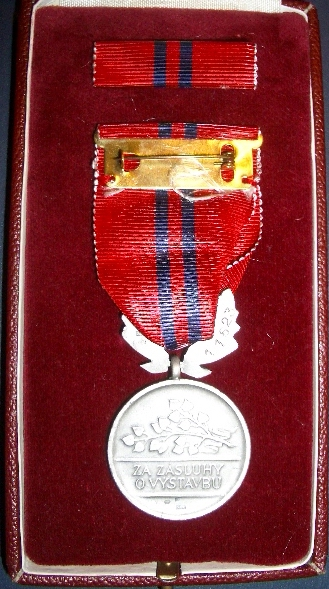
Vyznamenání Za zásluhy o výstavbu – revers
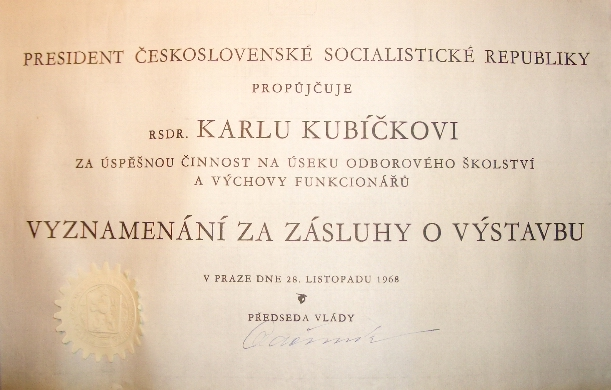
Vyznamenání Za zásluhy o výstavbu – udělovací dekret